# Tishan Hanley
Tishan Tajahni Hanley (* 22. August 1990 in Basseterre) ist ein Fußballspieler von St. Kitts und Nevis.

## Karriere

### Verein
Bis zum Ende der Saison 2009/10 war er für den Garden Hotspurs FC in seiner Heimat aktiv. Danach wechselte er für ein halbes Jahr in die USA zu den Harrisburg City Islanders (später Penn FC) und spielte dann bis Juli 2012 wieder bei den Hotspurs. Anschließend war er bis Ende April 2014 wieder in den USA bei Ocala Stampede in der USL League Two aktiv. Bis Ende 2014 spielte er bei den Richmond Kickers in der USL Championship. Ende April 2015 schloss er sich auf den Philippinen dem Kaya FC-Iloilo an. 2016 war er beim Assumption United FC in Thailand und kurzzeitig bei Ranong United FC aktiv. Ab Juli 2018 spielte er zum dritten Mal in den USA beim Fredericksburg FC sowie von März bis Juli 2019 beim The Villages SC. Von 2021 bis 2022 war er wieder bei Garden Hotspurs aktiv. Im Sommer 2022 ging er nach Thailand. Hier schloss er sich dem Drittligisten Prime Bangkok FC  an. Mit dem Verein aus der Hauptstadt Bangkok spielte er 22-mal in der Bangkok Metropolitan Region. Hierbei erzielte er zehn Treffer. Nach einer Saison wechselte er im Sommer 2023 in die Eastern Region. Hier schloss er sich dem Bankhai United FC an. In der Hinrunde bestritt er für den Verein aus Ban Khai sieben Ligaspiele. Zur Rückrunde wechselte er zum Zweitligisten Kasetsart FC. Nach 16 Ligaspielen wurde sein Vertrag nicht verlängert. Im Sommer 2024 unterschrieb er einen Vertrag beim Drittligisten Chamchuri United FC. Bei dem Verein aus Bangkok stand er bis Dezember 2024 unter Vertrag.

### Nationalmannschaft
Nach der U20 kam er für die A-Nationalmannschaft am 12. Juli 2009 erstmals bei der 2:3-Freundschaftsspielniederlage gegen Trinidad und Tobago ab der 62. Minute für Stephen Clarke zum Einsatz. Seither spielt er sporadisch, jedoch nur selten durch.

## Sonstiges
Tishan Hanley ist der Bruder von Tahir Hanley und Tiran Hanley.